# Другге, Унни

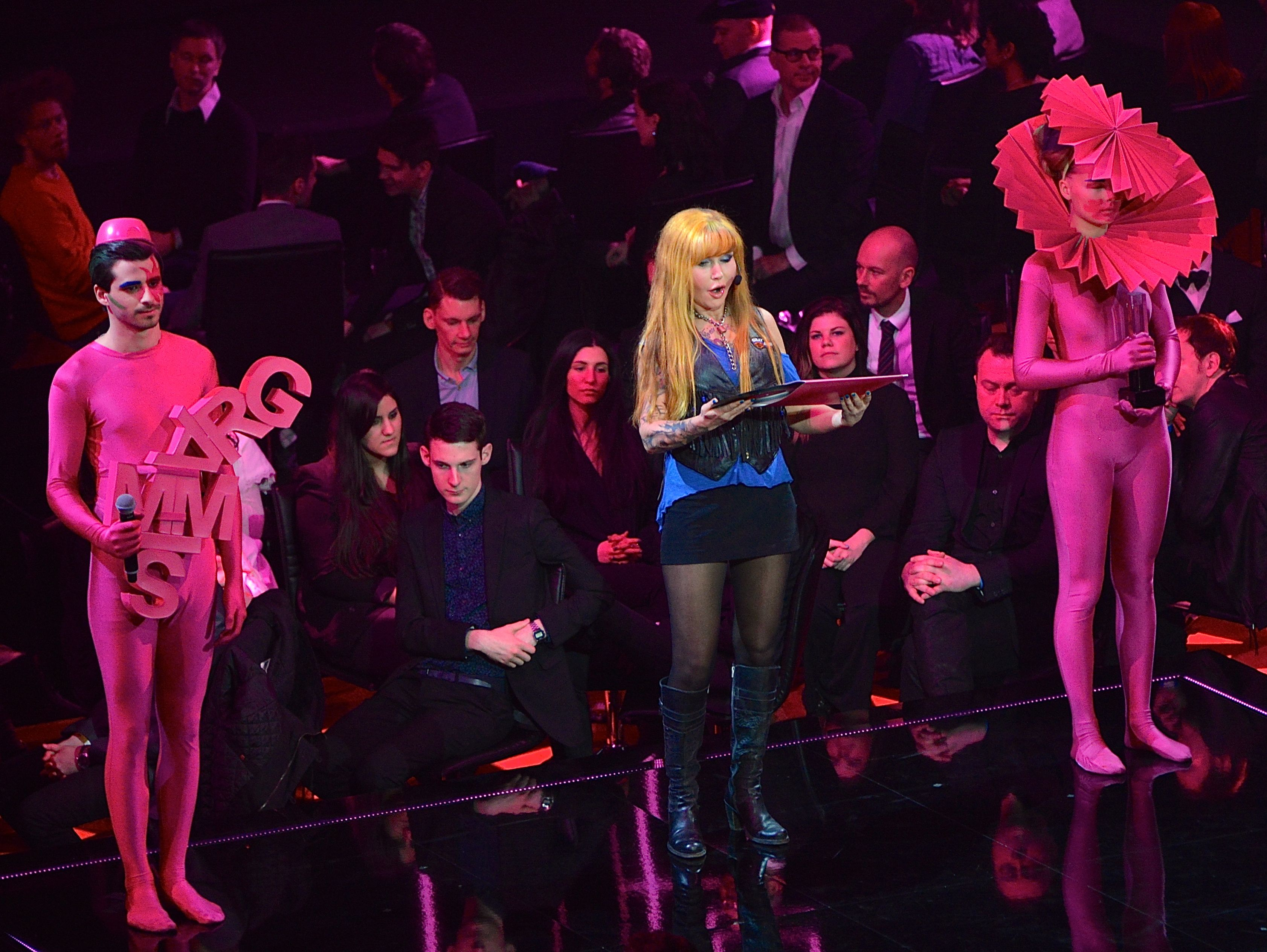
Унни Другге на Grammisgalan 2013 в Cirkus, Стокгольм

Унни Лис Йорунн Другге (швед. Unni Lis Jorunn Drougge; имя при рождении швед. Unni Lis Jorunn Wennberg; род. 1 апреля 1956, Лунд, Мальмёхус) — шведская писательница и журналистка.

## Биография
Родилась 1 апреля 1956 года в Лунд. Бросив школу, начала работать в сельскохозяйственной коммуне Кибуцей в Израиле. Вернувшись домой в Швецию, получила степень по психологии. В 1980-х жила в сельской местности во время рурализации в Хёрбю в провинции Сконе, вместе со своим мужем Матсом Другге.
Основала подпольный журнал «April» и сатирическое движение о рабочей жизни Швеции «SAMAE — Sammanslutningen av medvetet arbetsskygga element». С 1991 года живёт в Стокгольме.

### Личная жизнь
Была замужем за журналистом Матсом Другге, у них родилось пятеро детей.